# Боевая организация партии социалистов-революционеров
Боева́я организа́ция па́ртии социали́стов-революционе́ров (эсе́ров) — террористическая (боевая) организация партии эсеров, действовавшая в России, в 1902—1911 годах. 
Входила в состав партии эсеров на правах автономной организации, насчитывала до 78 человек. В разное время её возглавляли Григорий Гершуни, Евно Азеф, Борис Савинков. Эта организация была наиболее результативной террористической группой начала XX века, совершившим большое количество террористических актов против представителей правоохранительных органов и высокопоставленных чиновников Российской империи, в том числе — убийства министров внутренних дел Д. С. Сипягина и В. К. Плеве и великого князя Сергея Александровича.

## Предпосылки создания. Начало деятельности

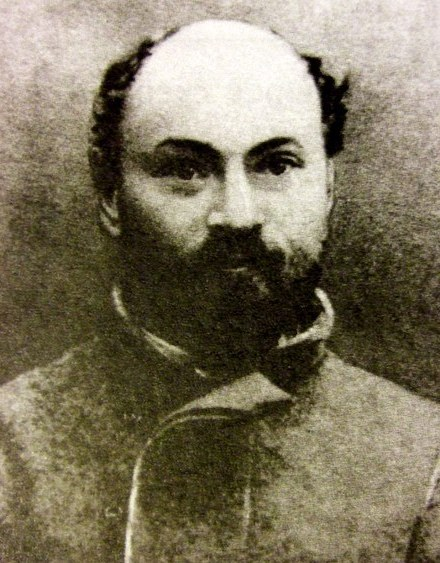
Григорий Гершуни

В начале XX века в Российской империи сосуществовали экономический подъём и политический кризис. Согласно мнению революционных кругов, консервативно настроенное правительство отказывалось проводить давно назревшие реформы. На этом фоне образовался ряд партий народнического толка, в том числе партия социалистов-революционеров (эсеров), основанная в 1902 году. Главным идеологом партии стал Виктор Чернов. В программу партии вошли социализация земли (её национализация и превращение в общенародное достояние), установление демократической республики и признание государством гражданских прав и свобод. 
Партия, в начале XX века впервые во всеуслышание провозгласившая террор частью своей официальной политики, намеревалась спровоцировать правительство на ответные репрессивные меры, тем самым вызвав народное недовольство — а возможно, и революционное восстание. С этой целью при Центральном комитете партии была образована так называемая «Боевая организация» — наиболее законспирированная партийная структура, устроенная по образцу исполнительного комитета «Народной воли». Устав организации был разработан соратником Чернова Михаилом Гоцем. Несмотря на то, что террористическая группа была создана по распоряжению партийного ЦК, она обладала значительной автономностью, располагая отдельной кассой, собственными явками и конспиративными квартирами, — Центральный комитет лишь давал задания «Б. О.» и устанавливал приблизительные сроки их выполнения. Во главе организации встал один из основателей партии, член ЦК тридцатидвухлетний Григорий Гершуни. Его ближайшим советчиком был другой член ЦК Евгений Филиппович (Евно Фишелевич) Азеф — как выяснилось позже, тайный агент-провокатор Охранного отделения. Первоначально в состав организации входили 12—15 человек, подчинявшихся непосредственно приказам Гершуни.

## Период руководства Григория Гершуни

### Убийство Дмитрия Сипягина

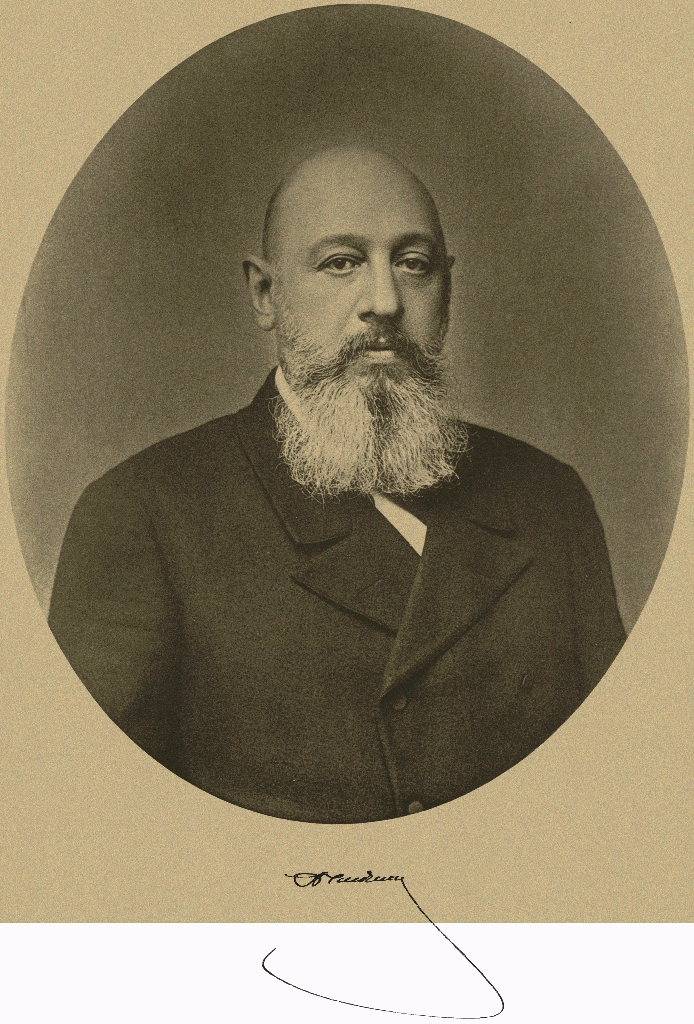
Дмитрий Сипягин

Первыми целями террористов, согласно замыслу М. Гоца, стали министр внутренних дел Российской империи Дмитрий Сипягин и обер-прокурор Святейшего Синода Константин Победоносцев. Сипягин по убеждениям был консерватором, монархистом, боровшимся с революционными организациями. Террористический акт против Сипягина был намечен на весну 1902 года. 
Организаторами теракта являлись Григорий Гершуни и его ближайший сподвижник Михаил Мельников. Исполнителем был выбран молодой и впечатлительный сын революционера Степан Балмашёв, бывший студент Киевского университета, отчисленный за участие в студенческом движении. По приказу Гершуни последние дни перед терактом Балмашёв провёл в Финляндии, где написал автобиографию и изложил свои взгляды на борьбу с действующим правительством Российской империи.

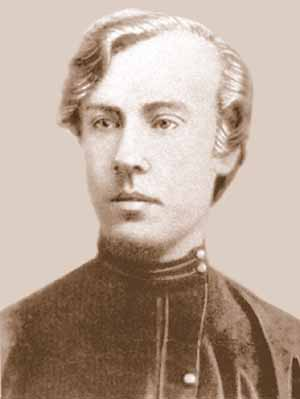
Степан Балмашёв

2 апреля 1902 года Балмашёв, одетый в форму офицера-фельдъегеря, вооружённый револьвером, зашёл в Мариинский дворец Санкт-Петербурга, где в тот день проходило заседание кабинета министров. Узнав, что Сипягин ещё не прибыл, он на несколько минут вышел из здания, но увидев, что министр подъезжает, вернулся назад. Когда Сипягин вошёл в комнату, Балмашёв подошёл к нему и сказал, что у него важное письмо от генерал-губернатора Москвы великого князя Сергея Александровича. Когда министр повернулся к убийце, тот произвёл в него два выстрела из револьвера. Пули смертельно ранили Сипягина, через час он скончался в Максимилиановской больнице. 
Балмашёв был схвачен на месте, через несколько дней осуждён военным судом и приговорён к смертной казни через повешение. Приговор был приведён в исполнение в Шлиссельбургской крепости 16 мая 1902 года. Полиция вскоре узнала через Азефа о том, кто стоял за покушением.

### Покушение на Константина Победоносцева

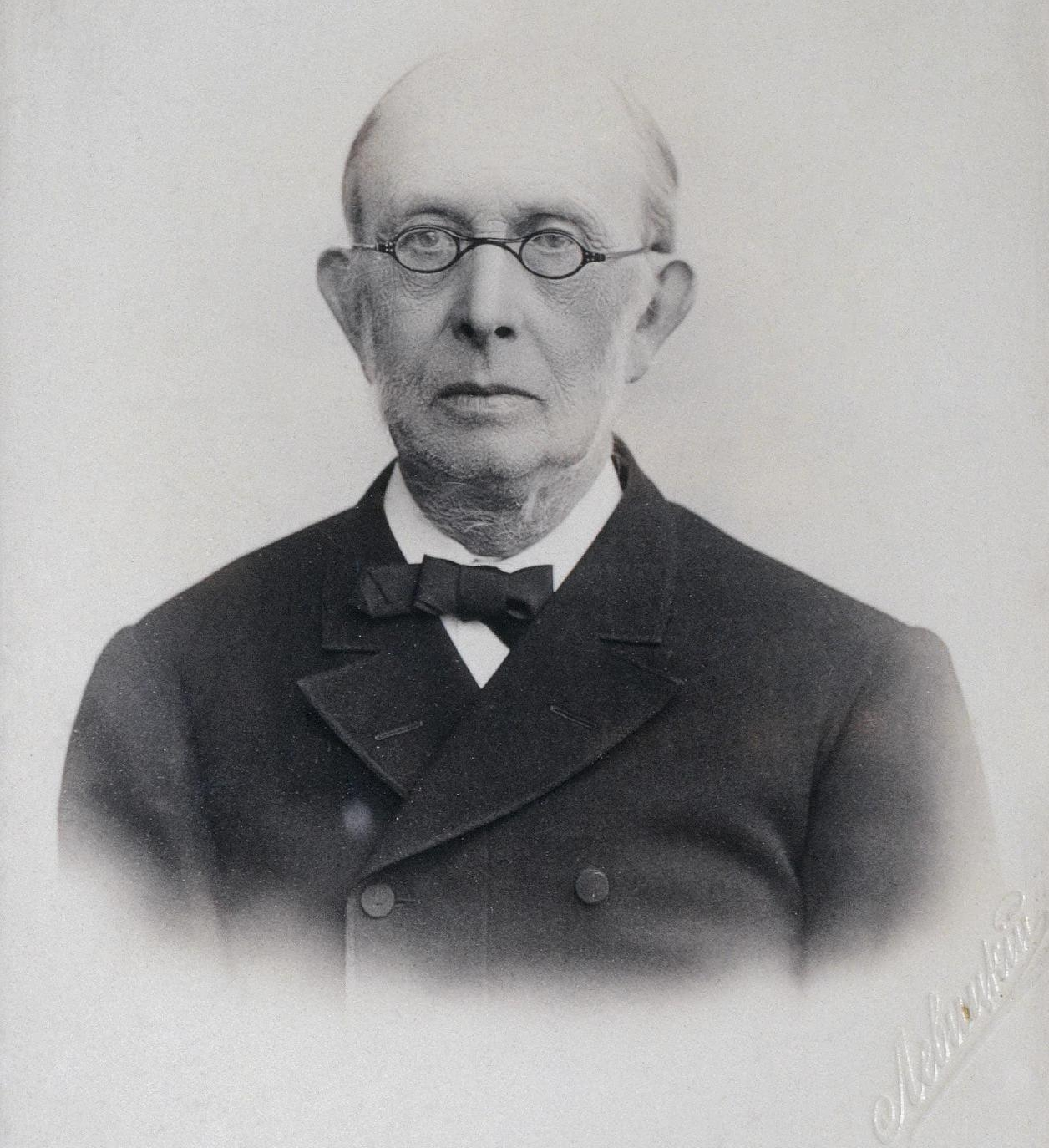
Константин Победоносцев

Параллельно с покушением на Сипягина Гершуни разработал план физической ликвидации обер-прокурора Святейшего Синода Константина Победоносцева, известного подавлением студенческого движения, реформами в области образования, ужесточившими контроль государственных ведомств над высшими учебными заведениями. 
Покушение было запланировано также на 2 апреля 1902 года, однако из-за перебоев с почтой телеграмма Гершуни, адресованная исполнителям покушения поручику Григорьеву и его подруге Юрковской, опоздала, в результате чего они прибыли в Петербург лишь 3 апреля. Первоначальный план был аналогичен плану убийства Сипягина, только убивать Победоносцева Григорьев должен был в здании Святейшего Синода. 
В день приезда исполнителей Гершуни провёл с ними беседу; было принято решение, что Григорьев с Юрковской должны будут стрелять в обер-прокурора на похоронах убитого министра. Гершуни приложил все усилия к тому, чтобы поддержать боевой дух исполнителей, но 5 апреля они отказались выполнять задание, после чего вернулись домой и отошли от деятельности в «Боевой организации». 
Покушение на Победоносцева сорвалось, однако авторитет Гершуни в глазах революционной молодёжи значительно возвысился. 
Впоследствии его знакомый Слётов вспоминал:
…Он бодр и жизнерадостен. Весь дышит первым и крупным успехом…
Гершуни пытался организовать покушение также на петербургского градоначальника Николая Клейгельса, но и этот план провалился. Тем не менее после убийства Сипягина «Боевая организация» была признана партийным органом, а Гершуни была поручена вся террористическая деятельность. 3 апреля 1902 года Гершуни написал ряд прокламаций, в которых разъяснил причины убийства Сипягина. Совершённое убийство вызвало полемику между эсерами и социал-демократами, которые в своей газете «Искра» доказывали, что Балмашёв не принадлежал ни к партии социалистов-революционеров, ни к «Боевой Организации», а был социал-демократом..

### Бегство в Киев. Покушение на Ивана Оболенского
После убийства Сипягина и провала покушений на Победоносцева и Клейгельса Григорий Гершуни бежал, где скрылся на конспиративной квартире в окрестностях Киева. Вместе с ним скрылись и оставшиеся члены «Боевой организации», включая участника подготовки покушения на Сипягина Мельникова, который оборудовал у себя на квартире склад партийной литературы, запрещённой к распространению на территории Российской империи. Летом того же 1902 года Гершуни начал подготовку к покушению на губернатора Харьковской губернии Ивана Оболенского. По плану Гершуни исполнитель должен был застрелить чиновника во время прогулки последнего. На роль исполнителя Гершуни первоначально назначил члена «Боевой организации» Ивана Каляева. Однако, как вскоре узнал Гершуни от своего товарища по партии Вейценфельда, в «Боевую организацию» изъявил желание вступить киевский столяр Фома Качура. Качура во время личной встречи с Гершуни предложил совершить любой террористический акт, который от него потребуют. Последний согласился с его предложением.
Вечером 22 июля 1902 года Качура произвёл выстрел в губернатора во время прогулки последнего. Оболенский был легко ранен в шею — пуля прошла по касательной. Жена Оболенского схватила Качуру за руку, и второй выстрел ушёл в сторону. Как позже на следствии уверял стрелок, он побоялся попасть в женщину, и поэтому рука его дрогнула во время выстрела. Качура был схвачен на месте подоспевшими полицейскими, но перед этим он успел произвести ещё два выстрела, одним из которых был ранен сотрудник полиции. Качура был заключён в Шлиссельбургскую крепость пожизненно. Не отсидев и года, он изъявил желание сотрудничать с полицией и выдал Вейценфельда, чья роль в покушении была совершенно ничтожна. Как впоследствии стало известно, полиция была заблаговременно предупреждена Азефом о готовящемся покушении, но по непонятным причинам никаких мер не последовало.

### Убийство Николая Богдано́вича. Арест Гершуни. Суд

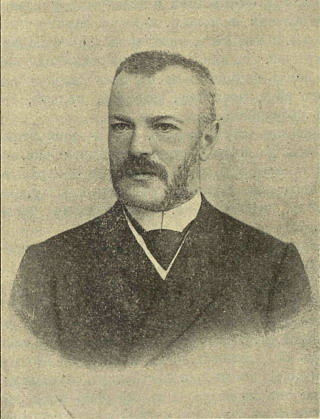
Николай Богданович

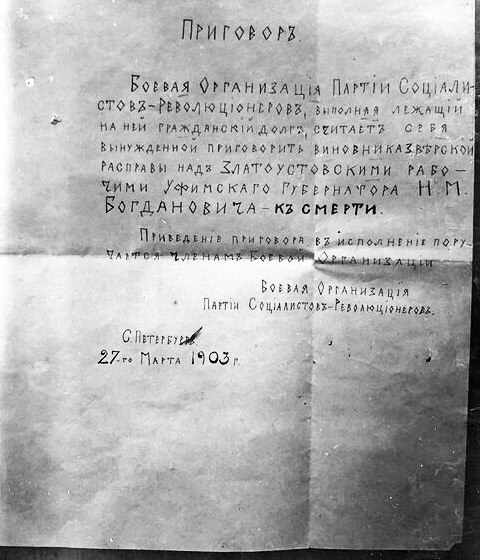
Смертный приговор Боевой организации Н. М. Богдановичу

После покушения на Оболенского в деятельности «Боевой организации» наступил длительный перерыв. Сыскные ведомства Российской империи вышли на след террористов и арестовали несколько связанных с Гершуни людей, в том числе Мельникова и Григорьева. Гершуни уехал из Киева в Москву, где проживал на квартире инженера Зауэра. Через некоторое время к нему приехал Азеф, который предложил организовать покушение на губернатора Уфимской губернии Николая Богдановича. Богданович получил печальную известность после подавления демонстрации рабочих в Златоусте, когда он приказал солдатам открыть огонь по толпе, штурмовавшей дом горного начальника, в результате чего погибли, по официальным данным, 45 человек, в том числе женщины и дети. Исполнение убийства поручили члену «Боевой организации» Егору Олимпиевичу Дулебову, хотя Азеф предлагал в качестве исполнителей двоих членов «Боевой организации», скрывавшихся в Двинске. Для участия в приготовлениях к убийству в Уфу приехал лично Гершуни. 6 мая 1903 года Дулебов в уфимском городском саду подошёл к прогуливавшемуся там Богдановичу и выстрелил в него несколько раз. Богданович упал на землю и вскоре скончался, а Дулебов сумел скрыться с места преступления, отстреливаясь от преследовавших его полицейских. Рядом с убитым был найден листок бумаги с написанным на нём приговором «Боевой организации».
Гершуни и Дулебов уехали из Уфы, и полиции так и не удалось выйти на их след. Дулебов на время уехал за границу, а Гершуни — в Киев. Ко времени покушения за поимку Гершуни департамент полиции назначил вознаграждение в 10 тысяч рублей. Азеф передал полиции, что Гершуни поехал в Уфу, но посланный за ним из Петербурга полицейский чиновник Медников опоздал. Тогда Азеф выдал местонахождение Гершуни, и 13 мая 1903 года тот был арестован в Киеве. Вскоре были арестованы также и те двое знакомых Азефа, которые скрывались в Двинске. Как впоследствии писал Гершуни в своих воспоминаниях, после его ареста у него возникли подозрения в двойной игре Азефа. Как особо опасный преступник Гершуни в виде исключения был сразу же после ареста закован в ручные и ножные кандалы. По воспоминаниям арестовавшего его А. И. Спиридовича, «театрально поцеловал железо». Во время следствия и суда отказался от дачи показаний. Департамент полиции дважды предлагал Гершуни сделку: признать себя членом Боевой организации в обмен на отмену запланированного смертного приговора, Гершуни отказался. Согласно воспоминаниям очевидцев, на суде Гершуни достойно держался, вызывая уважение даже у обвинителей и судей. Суд приговорил Григория Гершуни к смертной казни через повешение. Несмотря на то, что Гершуни отказался подавать прошение о помиловании, приговор был заменён пожизненным лишением свободы в Шлиссельбургской крепости, а затем он был переведён в Акатуйскую каторжную тюрьму. После ареста и осуждения Гершуни вся власть над «Боевой организацией» была сосредоточена в руках Азефа, который вскоре после этих событий уехал в Женеву. Р. А. Городницкий в своей монографии излагает совершенно противоположную версию, которая основана на анализе воспоминаний одного из членов БО Мельникова. Поведение Гершуни на процессе подвергается Мельниковым критике. Многое из того, что говорил Гершуни на суде, не попало в печать, в частности, он отрицал свою принадлежность к ЦК ПСР. Когда его назвали «бессильным и жалким врагом правительства», Гершуни, который у товарищей по партии считался символом партийной чистоты и преданности, даже не возразил. Он с момента ареста надеялся на помилование, так как считал, что у обвинителей не найдётся доказательств против него. Когда же ему вынесли смертный приговор, он стоял «неподвижно как столб, с помертвевшим лицом». Отчёт о заседании суда, который появился в революционной прессе, по мнению Мельникова, был сфальсифицирован, так как его написал сам Гершуни и передал текст через адвокатов. Уверенность в помиловании базировалась у Гершуни ещё и на том, что он знал, что его родители и брат сразу после заседания стали писать прошения о помиловании на имя царя.

## Период руководства Евно Азефа

### Подготовка к новым терактам. Нововведения Азефа

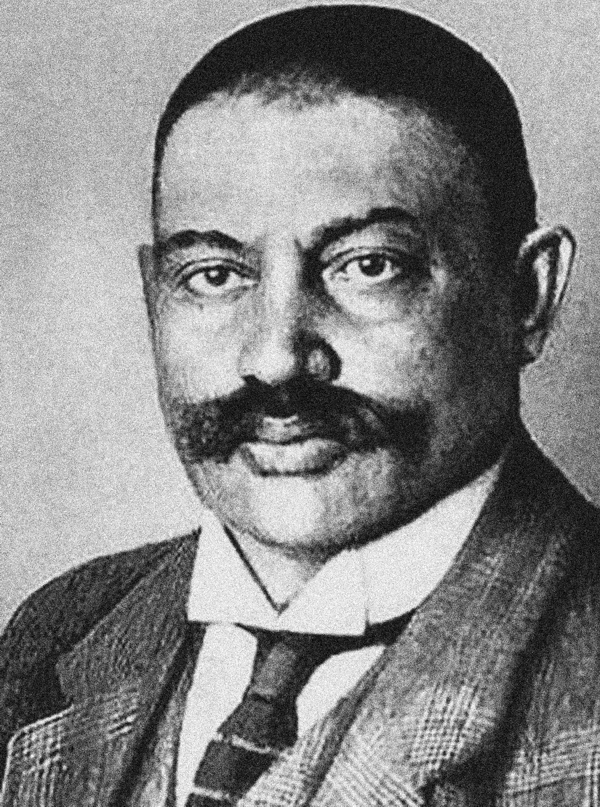
Евно Азеф

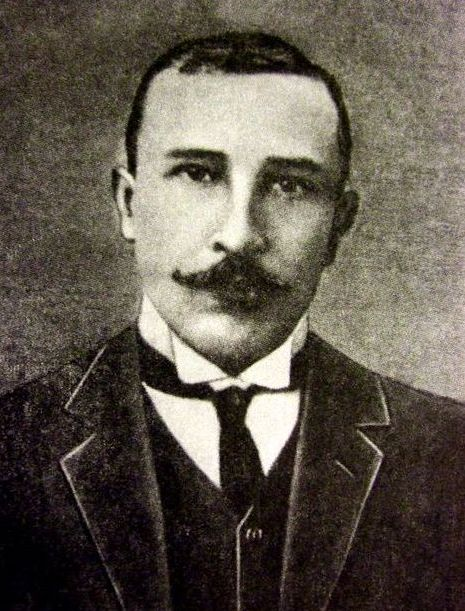
Борис Савинков

Азеф принял решение больше не применять для террористической деятельности огнестрельное оружие, заменив его на взрывные устройства. В Швейцарии были оборудованы несколько лабораторий, занимавшихся изготовлением динамита. При Азефе «Боевая организация» была окончательна отделена от общепартийной среды — её членам было запрещено пользоваться партийными денежными средствами, документами, явками. Азеф заявлял: «…при большой распространенности провокации в организациях массового характера, общение с ними для боевого дела будет гибельно…»
Изменилась и подготовка к терактам — теперь члены «Боевой организации» должны были следить за объектами покушения, переодевшись в простых  подданных — торговцев, посыльных, извозчиков. Наблюдатели, изготовители бомб и исполнители были разделены. Азеф ввёл в организации строгую дисциплину.
В 1903—1906 годах в «Боевую организацию» входили 13 женщин и 51 мужчина. Среди них было 13 потомственных дворян, 3 почётных граждан, 5 были выходцами из семей священнослужителей, 10 — из купеческих семей, 27 имели мещанское происхождение и 6 — крестьянское. Высшее образование имели шестеро, ещё 28 были отчислены ранее из университетов. 24 имели среднее образование, 6 — начальное. Таким образом, основной средой, из которой приходили в организацию новые члены, было студенчество высших учебных заведений. Среди членов «Боевой организации» были 19 евреев и 2 поляка. Костяк организации составили молодые люди 20—30 лет.
Заместителем Азефа в «Боевой организации» стал бежавший в июне 1903 года из вологодской ссылки в Швейцарию писатель Борис Викторович Савинков.

### Убийство Вячеслава фон Плеве

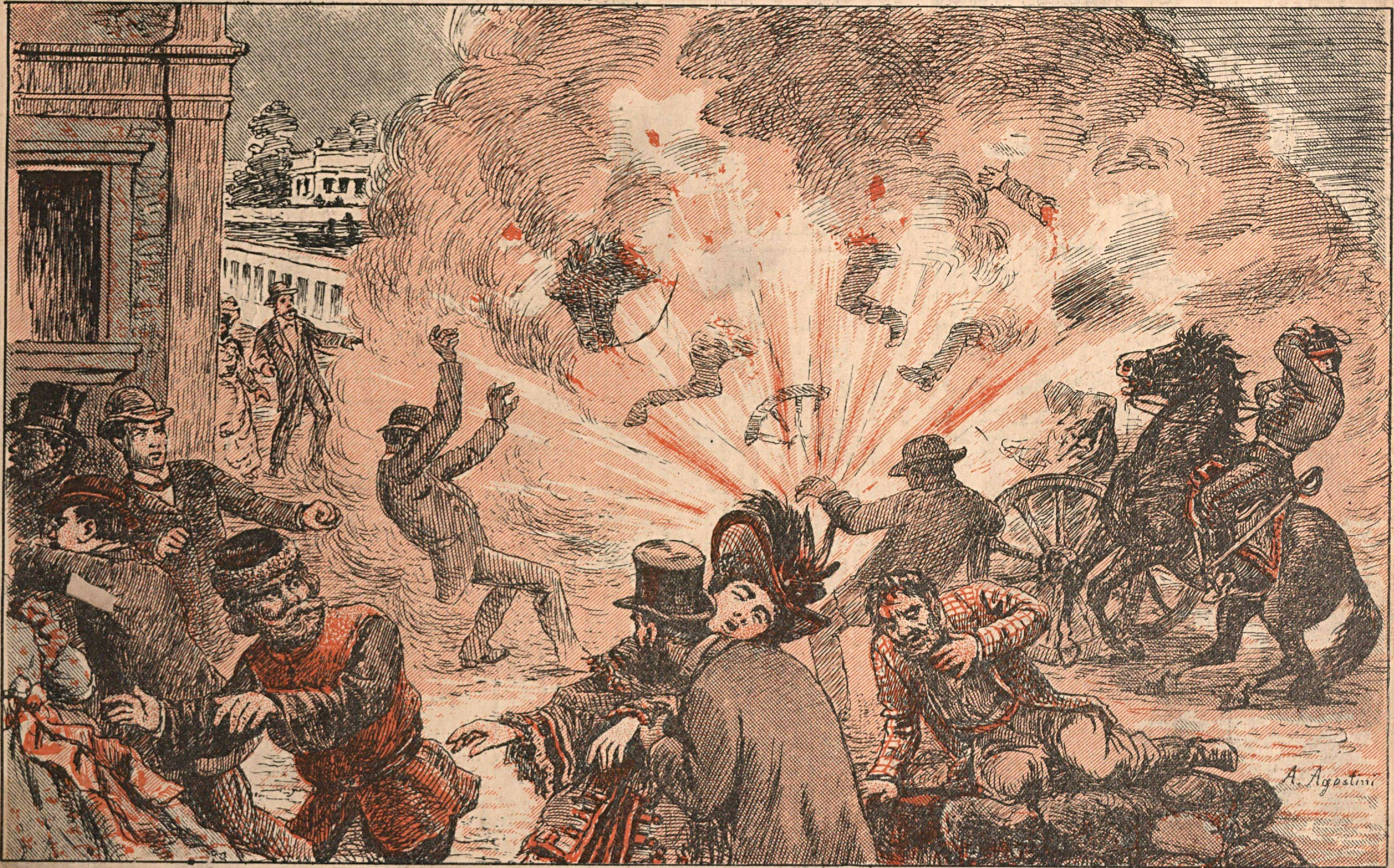
Убийство Вячеслава фон Плеве.

Первой целью был определён вставший во главе Министерства внутренних дел Российской империи после убийства Сипягина Вячеслав Константинович фон Плеве. Плеве проводил репрессии с целью задавить революционное движение, устраивал погромы с помощью черносотенцев.

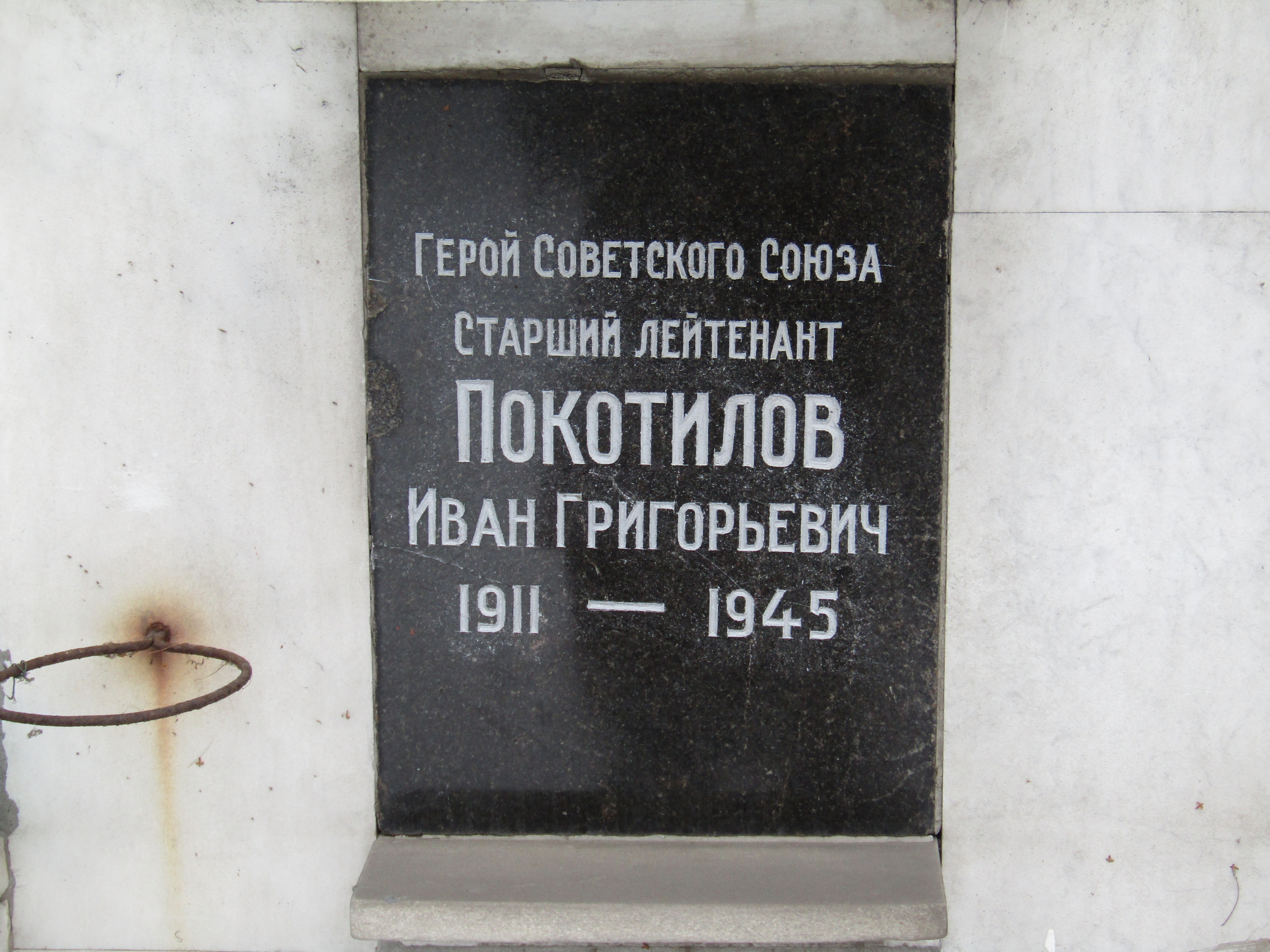
Алексей Покотилов

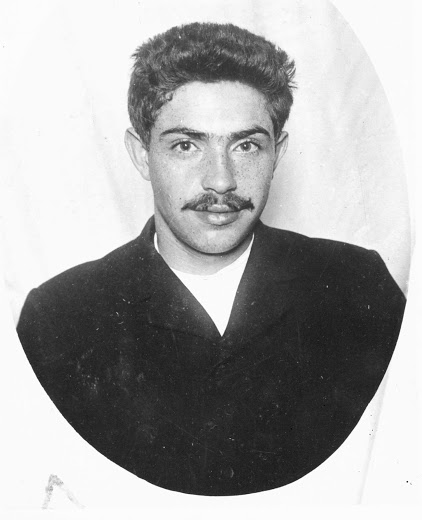
Лев Сикорский

Для подготовки к покушению Азеф собрал в группу лучших из «Боевой организации». Помимо Савинкова, в неё вошли Дора Бриллиант, Алексей Покотилов, Максимилиан Швейцер, Иван Каляев, Егор Созонов. Подготовку вели в Париже, куда Азеф перенёс штаб организации. Весной 1904 года члены организации, включая Азефа, поодиночке по поддельным документам приехали в Российскую империю.
Азеф не терпел соперничества и безжалостно расправлялся со всеми, кто вставал у него на пути. Жертвой соперничества с группой Азефа стала группа революционеров во главе с Серафимой Клитчоглу, которая также готовила покушение на Плеве. Азеф поначалу пытался отговорить Клитчоглу от этого, но та отказалась, после чего руководитель «Боевой организации» выдал её полиции. Арест Клитчоглу привёл к разгрому руководимой ею организации и аресту около 60 её членов. Вместе с тем Азеф не стал предупреждать полицию о готовящемся его людьми покушении на Плеве. Мотивы этого были описаны в книге Лонге и Зильбера «Террористы и охранка» так:
…Полицейская его деятельность здесь наиболее чудовищным образом переплелась с его террористической деятельностью; обе они взаимно укрепляли и обеспечивали друг друга; в полицейском и в революционном мирах устанавливалось искреннее и глубокое убеждение, что Азеф служил каждому из них правдой и верой, между тем как он, в сущности, не служил ни тому, ни другому…

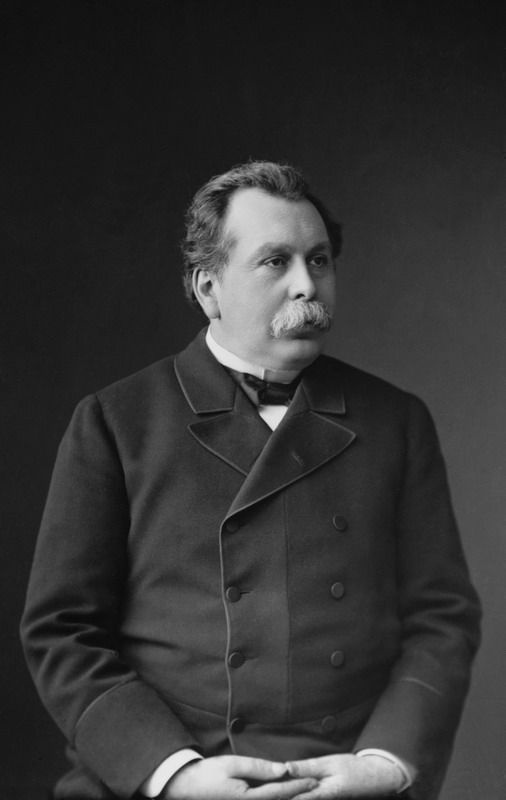
Вячеслав Плеве

Покушение должно было состояться 18 марта 1904 года, однако оно сорвалось: заподозрив за собой слежку, покинул свой пост один из бомбистов — Давид Боришанский (псевд. Абрам). 25 марта Боришанский и Покотилов вновь пытались совершить покушение, но Плеве поехал другим маршрутом. Следующее покушение было назначено на 1 апреля 1904 года, но накануне ночью в гостинице «Северная» Покотилов, который должен был стать основным метальщиком бомбы, погиб в результате самопроизвольной детонации бомбы в его номере. Личность погибшего была установлена лишь в июле 1904 года, да и то благодаря донесению Азефа. Разочарованные очередной неудачей, Савинков и остальные члены группы уехали в Киев. В конце апреля 1904 года Азеф приехал в Петербург. Он был разозлён подобным неповиновением и приказал всем участникам покушения вернуться в Петербург и продолжить приготовления. Покушение было назначено на 28 июля 1904 года.

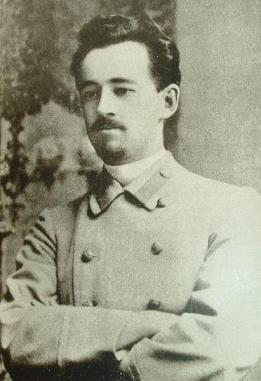
Егор Созонов

По плану Савинкова, ставшего непосредственным руководителем операции, бомбистов должно было быть четверо. Первым должен был идти Боришанский, затем Созонов, замыкать цепочку должны были Каляев и Сикорский. Основным метальщиком был Созонов, на случай его промаха должны были бросать свои бомбы запасные метальщики Каляев и Шимель Сикорский в случае, если карета продолжит движение вперёд, или Боришанский, если карета повернёт назад. 28 июля на мосту через Обводный канал Созонов бросил бомбу в карету Плеве. От полученных ранений министр скончался на месте. На месте преступления были задержаны Сикорский и Созонов. Впоследствии суд приговорил их соответственно к 20-летней ссылке в каторжные работы и бессрочной каторге. Каляев и Боришанский сумели скрыться. Созонов в 1910 году покончил с собой в знак протеста против ужесточения условий содержания в Зерентуйской каторжной тюрьме.

### После убийства Плеве

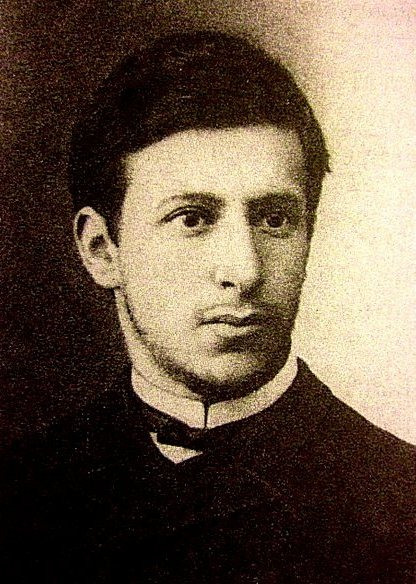
Михаил Гоц

После убийства Плеве Савинков и сумевшие скрыться с места теракта Каляев и Боришанский бежали в Швейцарию. Там Савинков близко познакомился с Михаилом Гоцем, который к тому времени был уже тяжело болен и не вставал с постели. Впоследствии в своих воспоминаниях он описал роль Гоца в создании и деятельности «Боевой организации»:
…Официально роль Гоца в терроре, как я выше упомянул, ограничивалась заграничным представительством боевой организации. На самом деле она была гораздо важнее. Не говоря уже о том, что и Гершуни, и Азеф советовались с ним о предприятиях, — мы, на работе в России, непрерывно чувствовали его влияние. Азеф был практическим руководителем террора, Гоц — идейным. Именно в его лице связывалось настоящее боевой организации с её прошедшим. Гоц сумел сохранить боевые традиции прошлого и передать их нам во всей их неприкосновенности и полноте. Благодаря ему, имя нам лично неизвестного Гершуни было для нас так же дорого, как впоследствии имена Каляева и Созонова. Для членов боевой организации, знавших Гоца за границей, он был не только товарищ, он был друг и брат, никогда не отказывавший в помощи и поддержке. Его значение для боевой организации трудно учесть: он не выезжал в Россию и не работал рука об руку с нами. Но, мне думается, я не ошибусь, если скажу, что впоследствии его смерть была для нас потерей не менее тяжелой, чем смерть Каляева…

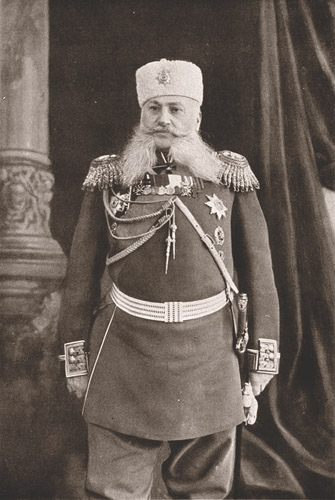
Николай Клейгельс

После убийства Плеве авторитет партии социалистов-революционеров вырос. В партийную кассу стали поступать щедрые пожертвования от сочувствующих, в партию начался приток новых членов. 15 июля 1904 года было выпущено воззвание «Ко всем гражданам цивилизованного мира» на французском языке:
Вынужденная решительность наших средств борьбы не должна ни от кого заслонять истину: сильнее, чем кто бы то ни был, мы во всеуслышание порицаем, как это всегда делали наши героические предшественники «Народной Воли», террор, как тактическую систему в свободных странах. Но в России, где деспотизм исключает всякую открытую политическую борьбу и знает только один произвол, где нет спасения от безответственной власти, самодержавной на всех ступенях бюрократической лестницы, — мы вынуждены противопоставить насилию тирании силу революционного права
.
Взамен старого проекта устава «Боевой организации», написанного ещё Гершуни, в августе 1904 года был принят новый устав. Руководящим органом в «Боевой организации» стал так называемый «Комитет боевой организации». Главой комитета стал Азеф, его заместителями — Савинков и Швейцер. Несмотря на то, что устав практически полностью обособил «Боевую организацию» от ЦК партии, ни на одном из съездов впоследствии не было выдвинуто предложение о его изменении или отмене. Продолжались работы в динамитных мастерских и печать прокламаций и агитационных листовок.
Были приняты и решения о дальнейших терактах в крупнейших городах Российской империи. Так, в Санкт-Петербурге, Москве и Киеве предполагались совершения терактов на местных губернаторов: на Трепова, великого князя Сергея Александровича и Клейгельса соответственно. Предназначенные для участия в терактах были разделены на три группы — первую, которая должна была убить Трепова, возглавили Швейцер и Дулебов, вторую, целью которой было убийство великого князя, возглавил Савинков, а третью, которая должна была убить Клейгельса, — Боришанский. Впоследствии Савинков так описывал деятельность по подготовке терактов:
…Успех дела Плеве не оставлял в нас сомнений в успехе и предпринимаемых нами покушений. Мы не задумывались ни над тем, что петербургский отдел будет состоять из неопытных людей, ни над тем, что отдел Боришанского слишком малочислен. Мы были твердо уверены, что при отсутствии провокации предпринятые нами дела должны увенчаться успехом…

### Убийство великого князя Сергея Александровича

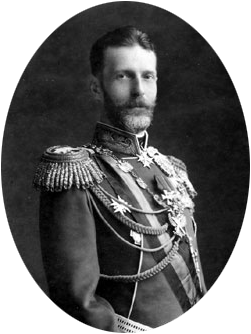
Великий князь Сергей Александрович

В Москву, помимо Савинкова, прибыли Каляев и ещё один член организации, Борис Моисеенко, Дора Бриллиант увезла динамит в Нижний Новгород в целях конспирации. Установив адрес князя (дворец на Тверской площади), Каляев и Моисеенко купили по лошади и стали маскироваться под извозчиков. После продолжительной слежки за генерал-губернатором террористам удалось установить, что князь по несколько раз в неделю ездит в Кремль в одно и то же время. Савинков выехал в Баку, где встретился с членами местного отделения партии эсеров для поиска кандидатуры исполнителя теракта: остановились на бывшем студенте Петербургского университета Петре Куликовском. Савинков после этого выехал в Москву.
Пока Савинков был в Баку, 5—6 декабря 1904 года в Москве прошли массовые студенческие демонстрации. Незадолго до этого подобные демонстрации в Петербурге были подавлены. Московский комитет партии эсеров, не зная о пребывании в городе членов «Боевой организации», распространил заявление с прямыми угрозами в адрес великого князя и петербургского градоначальника Трепова:
…Московский комитет партии социалистов-революционеров считает нужным предупредить, что если назначенная на 5 и 6 декабря политическая демонстрация будет сопровождаться такой же зверской расправой со стороны властей и полиции, как это было ещё на днях в Петербурге, то вся ответственность за зверства падёт на головы генерал-губернатора Сергея и полицмейстера Трепова. Комитет не остановится перед тем, чтобы казнить их…
После этого Сергей Александрович переехал в Нескучный дворец, что через некоторое время было установлено террористами. Савинков встретился с Азефом, получил от него деньги и разрешение на контакт с одним из членов московского комитета партии эсеров Владимиром Зензиновым. Зензинов в ходе личного разговора с Савинковым, состоявшегося 8 января, признался в том, что комитет готовит убийство великого князя. В свою очередь, Савинков рассказал Зензинову о работе «Боевой организации» и попросил снять наблюдение за Сергеем Александровичем. Через день после разговора Зензинов вместе с другими членами московского комитета партии был арестован.
Подготовку покушения не остановил даже тот факт, что 1 января 1905 года Сергей Александрович добровольно сложил с себя полномочия генерал-губернатора Москвы, оставшись лишь командующим Московским военным округом. Вскоре в Москву приехал Куликовский. 10 января 1905 года великий князь вновь переехал, на сей раз в Николаевский дворец. Это создало дополнительные сложности для террористов, которым теперь пришлось вести наблюдение за Сергеем Александровичем в Кремле. Через несколько дней в Москве Савинков встретился с бывшим сокурсником Петром Рутенбергом, участником демонстрации 9 января 1905 года. Рутенберг, лично знакомый со священником Георгием Гапоном, рассказал о волнениях в Петербурге. Савинков отдал ему один из своих поддельных паспортов для передачи Гапону, но тот уже уехал во Францию, не дождавшись Рутенберга. Тем не менее Савинков не рассказал ему о готовящемся покушении.

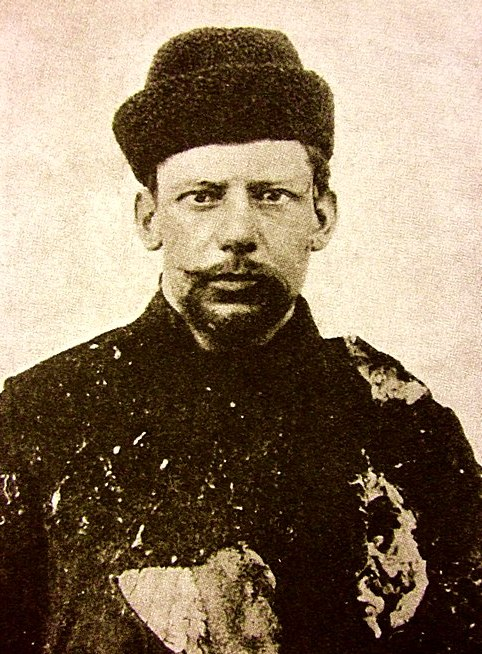
Иван Каляев

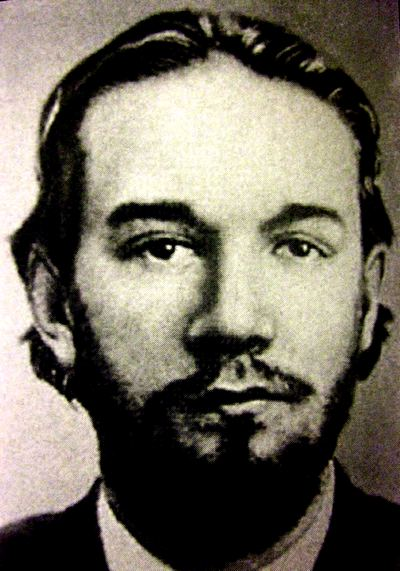
Владимир Зензинов

В конце января началась активная фаза подготовки к покушению. Покушение было назначено на 2 февраля 1905 года. К началу февраля Савинков привёз Дору Бриллиант и динамит в Москву. Князь должен был быть убит у Большого театра, где в тот день должно было состояться представление в пользу Красного Креста, который находился под покровительством супруги великого князя Елизаветы Феодоровны. Исполнителями убийства были назначены Каляев и Куликовский. Первый встал у здания городской думы на Воскресенской площади, а второй — в проезде Александровского сада, перекрыв таким образом обе дороги великому князю к Большому театру из Кремля. Савинков стоял неподалёку от Каляева и наблюдал, как тот, увидев карету, бросился к ней и уже занёс руку с бомбой, но тут же опустил. Как оказалось, Каляев увидел в карете, кроме князя, ещё и его супругу с детьми и решил не бросать бомбу. Савинков поддержал Каляева, и они втроём с Куликовским стали ждать окончания спектакля в Большом театре, надеясь, что великая княгиня с детьми поедут в отдельной от князя карете, но их надежды не оправдались.

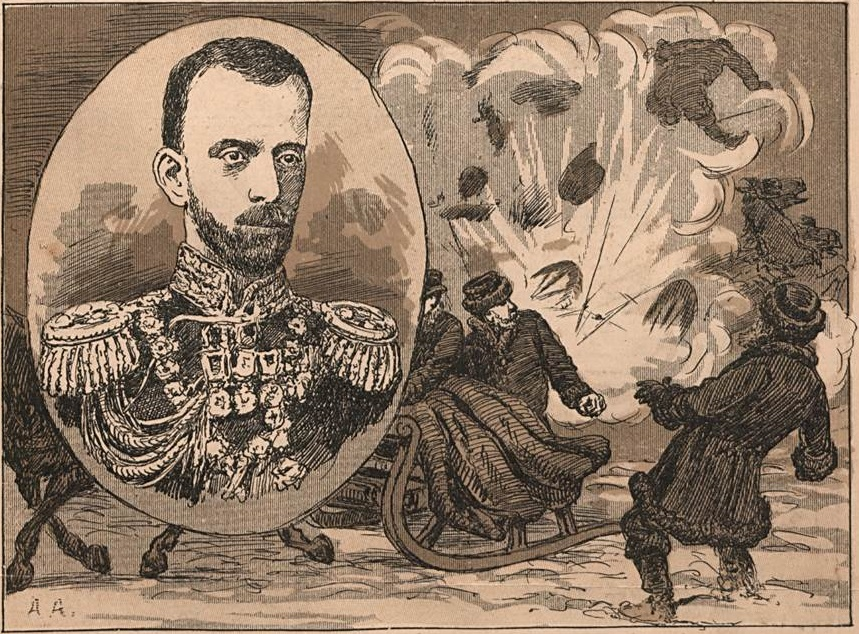
Убийство великого князя Сергея Александровича.

Кроме того, Куликовский заявил, что он переоценил свои силы и не может участвовать в терроре. У Савинкова был выбор — соучаствовать в покушении лично или заставить Моисеенко, либо же отправить с бомбой одного Каляева. 4 февраля в разговоре с Савинковым и Моисеенко недалеко от места предполагаемого теракта Каляев заявил, что справится и в одиночку, и тут же отправился убивать Сергея Александровича, попрощавшись со всеми сообщниками. Каляев направился через Никольские ворота к зданию суда, из которого вскоре вышел великий князь. Каляев впоследствии уверял, что бросал бомбу с расчётом, чтобы погибнуть и самому, с расстояния не более четырёх шагов, с разбега, в карету князя. Каляев получил ранения и был захвачен на месте. 5 апреля 1905 года Каляев был осуждён особым совещанием при Сенате к смертной казни через повешение. Кассационная жалоба была отклонена, и 9 мая 1905 года убийца великого князя был повешен.
Вечером 4 февраля Куликовский уехал. Он был арестован через несколько месяцев. Ему удалось бежать из Пречистенской полицейской части, где его временно содержали. 28 июля 1905 года Куликовский лично пришёл к новому московскому градоначальнику графу Шувалову, застрелил его и был арестован на месте. Суд приговорил его к смертной казни, заменённой на бессрочную каторгу. Савинков же уехал в Петербург, Дора Бриллиант и Моисеенко — в Харьков.

### Неудачи в Санкт-Петербурге и Киеве
Приехав в Петербург, Савинков встретился со Швейцером. Как выяснилось, его группа, целью которой было убийство петербургского градоначальника Трепова, понесла потери — были арестованы двое её членов, некие Марков и Басов, ещё один исчез. Из-за этого покушение на Трепова было бы невозможным, тем более что информация о его передвижениях у группы отсутствовала. Швейцер предложил Савинкову убить великого князя Владимира Александровича, отдавшего приказ солдатам стрелять во время «Кровавого воскресенья», на что Савинков дал своё согласие. Но когда Савинков уже уехал, 26 февраля 1905 года Швейцер погиб в гостинице «Бристоль» (таким же образом, как и Покотилов за год до этого), и покушение провалилось. Как и в случае с Покотиловым, подлинная личность Швейцера, скрывавшегося под именем Артура Генри Мюр Мак-Куллона, была установлена много лет спустя.
В Киеве же Боришанский сумел установить наблюдение за Клейгельсом, и в конце января 1905 года всё было готово к совершению покушения. Боришанский вышел на Крещатик с бомбой, но губернатор в то время, в которое он обычно проезжал, не появился; как позже выяснилось, он выехал на час позже, и, не уйди Боришанский, Клейгельс был бы наверняка убит в тот день. После неудачи на Крещатике Боришанский остался в Киеве, но с задачей своей он так и не сумел справиться.
В середине февраля 1905 года Савинков вернулся в Швейцарию к Азефу. Азеф остался доволен текущим положением дел, несмотря на неудачу в Киеве. Во время визита Савинкова в Швейцарию «Боевая организация» пополнилась ещё несколькими членами. Тогда же Савинков встретился с Гапоном, который, согласно воспоминаниям первого, поздравил его «с великим князем Сергеем». В те же дни ЦК партии принял важное решение о боевой подготовке масс, руководить которой должен был Рутенберг.
Вскоре после этого через члена партии активного сопротивления Финляндии Конни Циллиакуса на счета партии поступило порядка миллиона франков, предназначенных для вооружения народа и, согласно воспоминаниям Савинкова, шедших от американских миллионеров. Впоследствии в газете «Новое время» высказывалась версия о том, что эти деньги были даны японским правительством с целью дестабилизации обстановки в воевавшей с ней России, но Циллиакус опровергал это. 100 тысяч из этих поступлений были выделены на «Боевую организацию». На оставшиеся деньги был загружен оружием целый корабль «Джон Графтон», который летом 1905 года отправился к российским берегам со шведским экипажем с целью нелегальной доставки оружия на территорию России, но по дороге сел на мель неподалёку от коммуны Кеми в Балтийском море.

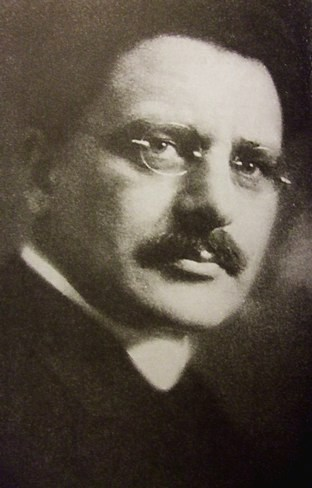
Пётр Рутенберг

Николай Тютчев

После гибели Швейцера полиция начала активный розыск террористов. 16—17 марта 1905 года были задержаны семнадцать членов «Боевой организации», в том числе Моисеенко, Боришанский и Дулебов. Поначалу полиция приняла арестованного Моисеенко за Савинкова, о чём последний узнал из газет. Во время задержания у Боришанского и некоей Леонтьевой был обнаружен динамит, а ещё один член «Боевой организации» Трофимов попытался оказать полицейским вооружённое сопротивление. 30 июня 1905 года был арестован один из ближайших сподвижников Савинкова и Рутенберга Хаим Гершкович, а 20 августа он был повешен. Это были сильные удары по организации, и её могущество постепенно пошло на спад. Как писал позже Савинков, «причины её постепенного упадка были многочисленны, и одной из важнейших, тогда нам неизвестной, было появление в центральном комитете провокатора. Провокатор этот сумел почти на год остановить дело центрального террора». Под провокатором Савинков имел в виду Азефа, разоблачённого много позже. В дальнейшем почти все арестованные были отпущены, лишь Дулебов, который в материалах дела значился как Агапов, чьё нервное расстройство перешло в прогрессирующую болезнь, в 1907 году был помещён в психиатрическую лечебницу Николая Чудотворца. Спустя год Агапов-Дулебов там скончался, так и не открыв своего настоящего имени.
После арестов на свободе из ключевых членов «Боевой организации» остались лишь Савинков, Азеф и Дора Бриллиант. Азеф, Рутенберг и Николай Тютчев вошли в воссозданный «Комитет боевой организации».

### Покушение на Николая Клейгельса
В мае 1905 года Савинков и новобранцы «Боевой организации» Маня Школьник и Арон Шпайзман раздельно друг от друга перешли границу Российской империи. Школьник отправилась в Друскеники, Шпайзман — в Вильно. На таможенном посту в Александрове чиновник попросил Шпайзмана, вёзшего динамит, открыть сумку для производства обыска. Шпайзман притворился фармацевтом, везущим в Россию камфору, и чиновник поверил ему. После этого Шпайзман поехал в Вильно, где через три дня, не дождавшись Савинкова и боясь обыска, он уничтожил все запасы динамита, после чего он уехал к Школьник. Савинков же в это время ездил в Харьков, затем он вернулся в Вильно, но опоздал — Шпайзман уже уехал. Савинков приехал в Друскеники, где у него зародились подозрения в честности Шпайзмана по отношению к нему и «Боевой организации» в целом.
Шпайзман, Школьник и Савинков приехали в Киев, где начали готовиться к убийству Клейгельса. Школьник и Шпайзман маскировались под уличных торговцев, работавших каждый день на Крещатике. Вскоре к ним присоединился ещё один член «Боевой организации» Лев Зильберберг. Савинков узнал о том, что Шпайзман отговаривает Школьник участвовать в покушении. В дальнейшем оба покушения, намеченные на 15 и 30 июля 1905 года, провалились из-за отказа Шпайзмана бросать в Клейгельса бомбу. Савинков считал, что Шпайзман отказался, так как не мог примириться с риском для Школьник, в которую он был влюблён, однако в январе 1906 года Шпайзман и Школьник, уже отойдя от «Боевой организации», совершили покушение на жизнь черниговского губернатора Хвостова. Шпайзман был приговорён к смертной казни, а Школьник — к 20 годам каторги.

### Поиски провокатора
В конце 1905 года для ЦК партии эсеров уже не являлось секретом, что в самом высоком её руководстве есть провокатор. В начале сентября Савинков приехал в Женеву, где говорил с Гоцем о возможном провокаторе. Вскоре было проведено собрание ЦК, на котором, кроме Савинкова и Гоца, присутствовали Николай Татаров, Осип Минор, Виктор Чернов, Николай Тютчев. На совещании Гоц отметил подозрительный момент в биографии Татарова, а именно: неизвестное происхождение крупных денег, на которые он вёл свои издательские дела. Татаров утверждал, что деньги предоставил ему земский деятель Чарнолусский. По предложению Гоца к Чарнолусскому был послан представитель партии, и последний в разговоре с ним отрицал спонсирование Татарова. За Татаровым было установлено наблюдение, и выяснилось, что он неверно дал ЦК свой адрес в Женеве. Татарову был устроен формальный допрос Черновым и Савинковым. Татаров не раз путался и был изобличён во лжи. Было решено «устранить Татарова от всех партийных учреждений и комитетов, дело же расследованием продолжать». Татарова отпустили, к неудовольствию ряда членов партии, которые считали, что он уже изобличён. Татаров уехал в Россию, откуда неоднократно писал своим бывшим товарищам письма, уверяя в собственной невиновности, но его послания не возымели действия. Когда по манифесту 17 октября из Петропавловской крепости были освобождены эсеры Рутенберг и Новомейский, они дали новые изобличающие Татарова показания. Рутенберг сообщил, что обстоятельства его ареста дают возможность предполагать, что он был выдан Татаровым. То же заявил и Новомейский, который отметил, что полиции был во всех подробностях известен разговор, который происходил между ним, Татаровым и Фриденсоном, и на следствии его предъявляли для опознания неизвестному человеку со скрытым лицом. Фигурой он якобы напоминал Татарова. Татаров, в свою очередь, заявлял, что через своего родственника, полицейского пристава Семёнова, выяснил, что агент полиции в руководстве партии действительно существует, но это не он. Как позже выяснилось, агентом был Азеф. Эсеры Татарову не поверили и сочли его вину полностью доказанной, после чего Савинков предложил ЦК организовать убийство Татарова, на что получил согласие. Впоследствии Савинков писал:
…Я сделал это по двум причинам. Я считал, во-первых, что Татаров принес вред боевой организации и в её лице всему террористическому движению в России. Он указал полиции Новомейского… Указание это привело к арестам 17 марта. Ему было известно о «съезде» боевой организации в Нижнем Новгороде летом 1905 года. После этого съезда началось наблюдение за Азефом, Якимовой и за мной. Наблюдение это привело к ликвидации дела барона Унтербергера и приостановке покушения на Трепова. Таким образом, Татаров фактически прекратил террор с весны 1905 г. по октябрьский манифест… Я считал, во-вторых, что распространение позорящих слухов о главе боевой организации Азефе задевает честь партии, в особенности честь каждого из членов боевой организации. Защита этой чести являлась моим партийным долгом…
4 апреля 1906 года приговор был приведён в исполнение. Татаров был убит в Варшаве на глазах родителей, при этом двумя пулями была ранена его мать.

### Решение о приостановке деятельности и временном прекращении террора
После манифеста 17 октября 1905 года в партии эсеров стали появляться мнения о том, что партийная тактика не соответствует политическим реалиям и требует пересмотра. «Боевая организация» была ослаблена после арестов и прекращения действий на период поиска провокатора. Вскоре в Женеве на квартире у Гоца было проведено совещание с участием всех членов ЦК (около 30 человек на тот момент) и Савинкова по вопросу о прекращении террора. Подавляющее большинство во главе с Черновым высказались против продолжения террора и за приостановку деятельности организации. Азеф высказался за полное прекращение террора и роспуск организации. Его поддержал и Гоц. Савинков выступил против прекращения террора:
…Я доказывал, что прекращение террористической борьбы будет грубой исторической ошибкой, что нельзя руководствоваться только параграфом партийной программы, воспрещающей террор в конституционных странах, но необходимо считаться и с особенностями политического положения страны. Я резко настаивал на продолжении деятельности боевой организации…
Тютчев же поддержал Савинкова лишь частично, заявив, что необходимо сделать исключение для Трепова, виновника расстрела 9 января 1905 года. После долгих споров его поддержал и Азеф. Члены партии в ноябре 1905 года вернулись в Российскую империю и провели в Петербурге вторичное совещание по данному вопросу. Члены ЦК Чернов, Потапов, Натансон, Ракитников и Аргунов высказались за прекращение террора, но при этом против роспуска организации. Азеф снова высказался за роспуск организации, заявляя, что такая формулировка вопроса невозможна:
«Держать под ружьем» невозможно. Это — слова. Я беру на свою ответственность: боевая организация распущена. Центральный комитет согласился с его мнением. Я считал и считаю это решение центрального комитета ошибкой. Опрошенные мной товарищи-террористы держались одного мнения со мной. Но выбора не было. Нам приходилось либо подчиниться центральному комитету, либо идти на открытый разрыв со своей партией. Мы выбрали первое, как наименьшее из двух зол. Наша самостоятельная от партии деятельность была тогда невозможна: организация была слаба, собственных средств у нас не было и поддержки в обществе при господствовавшем оптимистическом настроении мы ждать не могли…
Савинков был огорчён решением партии, решившей в конечном счёте временно приостановить террор, но не распускать организацию, и впоследствии писал в своих воспоминаниях:
…Таким образом, был пропущен единственный благоприятный в истории террора момент. Вместо того, чтобы воспользоваться паникой правительства и усилением престижа партии и попытаться возродить боевую организацию во всей её прежней силе, центральный комитет из теоретических соображений воспрепятствовал развитию террора. Члены боевой организации разъехались по провинции, боевая организация распалась. Были отдельные люди, принимавшие участие в отдельных террористических актах, но не было единого целого, сильного своим единством. Я должен оговориться. В моих глазах вина этого постановления ни в коем случае не лежит на центральном комитете. Центральный комитет добросовестно выражал в этот момент взгляды громадного большинства партии, и не его, конечно, вина, если партия в решительную минуту оказалась не террористической и недостаточно революционной…

### Подготовка восстаний. Аресты
После фактической ликвидации военной организации эсеров был по настоянию Азефа создан «Особый боевой комитет». Целью его создания была подготовка вооружённых восстаний. В состав комитета вошли Азеф и Савинков. Савинков был назначен главой петербургского отделения комитета. Савинков пытался отказаться от назначения, ссылаясь на своё незнание офицерской и солдатской среды, но Азеф настоял на назначении.
Когда в декабре 1905 года в Москве началось Декабрьское вооружённое восстание, Рутенберг созвал совещание, на котором присутствовали Азеф и Савинков. Рутенберг заявил, что в Петербурге со дня на день тоже должно произойти восстание. Савинков сказал, что «Боевая организация» может принять участие в восстании по одному из трёх направлений — совершение террористических актов против высокопоставленных лиц, участие в восстании непосредственно путём овладения городом либо защита от верных правительству войск исключительно своего квартала. При этом Савинков не скрывал своего мнения о том, что восстание в Петербурге обречено на провал, так как рабочие не подготовлены и не вооружены, а в город стянуты войска. Он по-прежнему видел необходимость поддержки восстания в Москве террором, но деятельность «Боевой организации» была приостановлена, и никого из её состава, кроме Савинкова, Азефа, Моисеенко и Бриллиант, не было в городе. Моисеенко в то время пытался освободить из психиатрической больницы Дулебова, Бриллиант работала в химической лаборатории, поэтому Азеф и Савинков лично занялись подготовкой к возможным терактам.
Савинков и Азеф организовали передачу динамита работникам Николаевской железной дороги, которые должны были взорвать железнодорожный мост, перерезав тем самым сообщение между Москвой и Петербургом. Группа работников во главе с неким Соболевым чудом избежала ареста полицией и отказалась от этих планов. Остальные теракты, предложенные Савинковым, — диверсии на электрических, телефонных и осветительных проводах, взрыв охранного отделения, захват дома Витте — были невозможны, так как многие из этих объектов хорошо охранялись. Савинков, как он впоследствии писал в своих воспоминаниях, чувствовал за собой слежку. В декабре 1905 года Азеф уехал в Москву, оставив Савинкова за главного. Савинков организовал две лаборатории по производству динамита. Обе мастерские были ликвидированы полицией практически сразу же, а их работники, задержанные на месте изготовления взрывчатки, были отданы под суд. Среди них была и Дора Бриллиант, которая умерла в Петропавловской крепости в 1907 году. Остальные арестованные были осуждены к ссылке в каторжные работы на длительный срок.

### Воссоздание

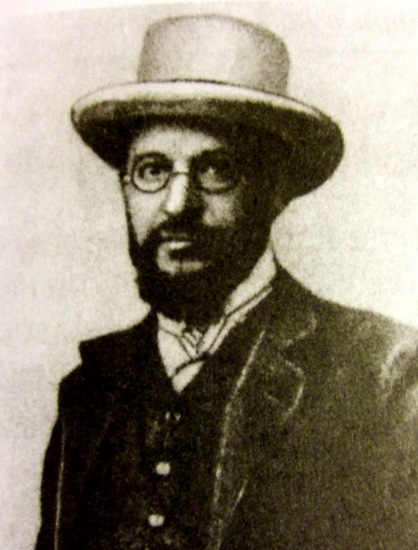
Абрам Гоц

После подавления Московского восстания в партии был поднят вопрос о воссоздании «Боевой организации». Главной причиной этого было то, что правительство вновь встало на путь сохранения и укрепления существовавшего порядка, подавления революционных сил. Был созван съезд партии, проходивший в конце декабря 1905 года — начале января 1906 года в гостинице «Туристен» в городе Иматра в Южной Финляндии. На съезде был избран новый состав ЦК, в который вошли Чернов, Ракитников, Азеф, Аргунов, Крафт, Слётов и Савинков. ЦК провёл заседание в узком кругу, на котором было решено возобновить центральный и местный террор. Члены партии Анненский, Мякотин и Пешехонов предложили направить работу организации на поддержку вооружённого восстания, но их идеи не нашли поддержки, и после этого все трое вышли из партии. Немедленно после съезда Азеф и Савинков приступили к воссозданию «Боевой организации». Базой для террористического движения стала Финляндия, которая имела значительные автономии и право не выдавать преступников Российской империи. Поддержку «Боевой организации» стали оказывать члены партии активного сопротивления: они укрывали у себя террористов, снабжали их оружием и взрывчаткой. Узнав о воссоздании организации, в Финляндию приехали почти все её члены, в том числе Моисеенко, Борис Вноровский, брат Азефа Владимир, брат Михаила Гоца Абрам, Владимир Зензинов и другие.
Центральный комитет принял решение о проведении террористических актов в отношении министра внутренних дел Российской империи Петра Дурново и московского генерал-губернатора Фёдора Дубасова. В то же время Зензинов уехал в Севастополь в надежде организовать покушение на адмирала Чухнина, подавившего восстание на крейсере «Очаков». Планировались также покушения на генерала Мина, отдавшего приказ стрелять по восставшим в Москве в декабре 1905 года, и на ряд других ответственных за это офицеров Семёновского полка.

### Террористический акт против Фёдора Дубасова

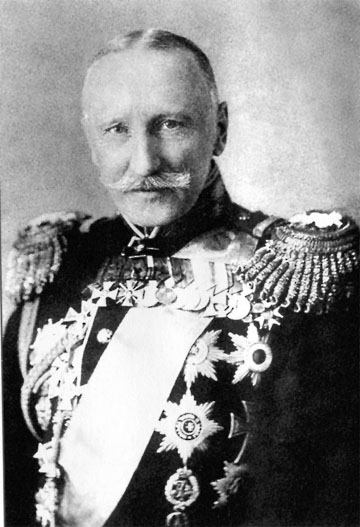
Фёдор Дубасов

Дубасов проживал в том же губернаторском доме, где некогда жил великий князь Сергей Александрович, на Тверской площади. Наблюдали за Дубасовым Борис Вноровский, некий Шиллеров и Михаил Соколов по кличке «Медведь». Как выяснилось, губернатор ездил с конвоем из конных драгунов, реже — с одним лишь адъютантом. Когда Савинков приехал в Москву, Соколов заявил, что прежние методы «Боевой организации» изжили себя и что он покидает её. Впоследствии Соколов создал особую партию эсеров-максималистов, принимал участие в организации взрыва дома Столыпина на Аптекарском острове и экспроприации в Фонарном переулке и был повешен за это 2 декабря 1906 года.
Савинков поехал в Териоки (ныне Зеленогорск), где взял бомбы для акции, и вернулся в Москву. 2 и 3 марта 1906 года были проведены первые попытки покушений на Дубасова. Когда Дубасов уехал в Петербург, Вноровский и Шиллеров ожидали его возвращения на двух улицах (Домниковской и Каланчёвской), идущих от Николаевского вокзала, по которым губернатор должен был с высокой долей вероятности возвращаться домой. В обоих случаях им это не удалось. 24, 25, 26 марта и 29 марта были предприняты ещё четыре попытки покушений, которые также окончились неудачей. Савинков решил, что полиция следит за их группой, и дал приказ временно уехать из Москвы. Савинков приехал в Гельсингфорс и встретился там с Азефом. Азеф отнёсся к его словам с недоверием и приказал ему вернуть группу в Москву, что и было сделано в начале апреля.
15 апреля 1906 года член организации Беневская во время неудачной сборки взрывного устройства, приведшей ко взрыву, сильно пострадала и была задержана прибывшими сотрудниками полиции. Впоследствии она была осуждена на 10 лет каторги. Шиллеров, живший вместе с Беневской, не вернулся на квартиру и тем самым избежал ареста. Вскоре случайно был арестован Моисеенко и административным порядком выслан в Сибирь.
Несмотря на аресты, было принято решение о продолжении операции. 20 и 21 апреля были совершены новые попытки покушений и вновь неудачные. 23 апреля в Москву приехал Азеф, который приказал провести покушение в тот же день. Дубасов должен был присутствовать на богослужении в Кремле. По возвращении с него и планировалось бросить бомбу в Дубасова. Дубасов выехал через Троицкие ворота и поехал к своему дому через Чернышевский переулок. Во время проезда по улице Тверской террорист Борис Вноровский бросил бомбу в экипаж Дубасова. От взрыва погибли сам Вноровский и один из охранников Дубасова — граф Коновницын. Ранения получили кучер Птицын и сам Дубасов.

### Подготовка других террористических актов
Покушение на Дурново было признано более сложной задачей, нежели покушение на Дубасова, поэтому основные силы были сосредоточены в Санкт-Петербурге. В обоих случаях было решено применить наружное наблюдение. В целях конспирации петербургская группа была разделена на две части, не знавшие о существовании друг друга.
Теракт требовалось совершить до открытия Государственной Думы. Абрам Гоц предложил два варианта: либо взорвать дом Дурново, либо поезд, на котором он ездил к царю. При этом возникли две основные проблемы: во-первых, не хватало взрывчатки, а для обоих вариантов могло потребоваться несколько пудов динамита, во-вторых, при взрыве дома Дурново мог остаться в живых (как и случилось со Столыпиным во время взрыва его дачи в апреле 1906 года). Кроме того, не было известно, на каком точно поезде ездит министр, и был велик риск взорвать обычный пассажирский поезд. Азеф предложил своё личное участие в покушении, но Савинков и Гоц удержали его от этого. Несмотря на все усилия, добыть нужное количество взрывчатки им не удалось, и теракт был отменён.
В то же время эсеры Казани перешли к актам террора против представителей царской власти: 25 сентября 1906 года они бросили две бомбы под карету вице-губернатора Д. Д. Кобеко. Исполнителем этого покушения был Тимофей Николаев-Хури, который возглавлял всю Поволжскую боевую организацию эсеров. Одной из наиболее заметных акций Хури стало нападение и освобождение политических заключенных из Казанской тюрьмы по случаю Пасхи 1907 года. Кроме того, лично им или под его руководством в 1906—1907 годах проводились акты экспроприации из казённых магазинов, а также ограбление почты вблизи Казани.
Параллельно с покушениями на Дубасова и Дурново готовились также покушения на Чухнина и Мина, а также заведующего политическим розыском Рачковского вместе со священником Гапоном и полковника Римана, причастного к подавлению декабрьского восстания в Москве. Но ни одно из этих покушений не было осуществлено руками членов «Боевой организации». 22 января 1906 года эсерка, но не член «Боевой организации» Екатерина Измайлович, стреляла в Чухнина, но лишь ранила его. Измайлович была на месте, без суда и следствия, расстреляна матросами. Впоследствии, 29 июня 1906 года Чухнина застрелил матрос Акимов, который после совершения убийства скрылся.
Покушение на Римана было предотвращено полицией, а Мин был убит в августе 1906 года Зинаидой Коноплянниковой. Рутенберг, узнавший о предательстве Гапона, имел об этом разговор с Азефом и Савинковым, после чего было принято решение о ликвидации бывшего священника. Рутенберг совершил убийство Гапона вместе с несколькими сообщниками, членами своей боевой дружины, в том числе с Александром Дикгоф-Деренталем, на даче в Озерках. Боевики считали, что исполняют приговор ЦК партии, но ЦК партии отказался это признать. Впоследствии Рутенберг пытался убедить ЦК в том, что убийство было совершено с ведома и одобрения Азефа, и просил признать убийство «партийным», но получил отказ. Рачковский, которого должны были убить вместе с Гапоном, не приехал на встречу и остался в живых.

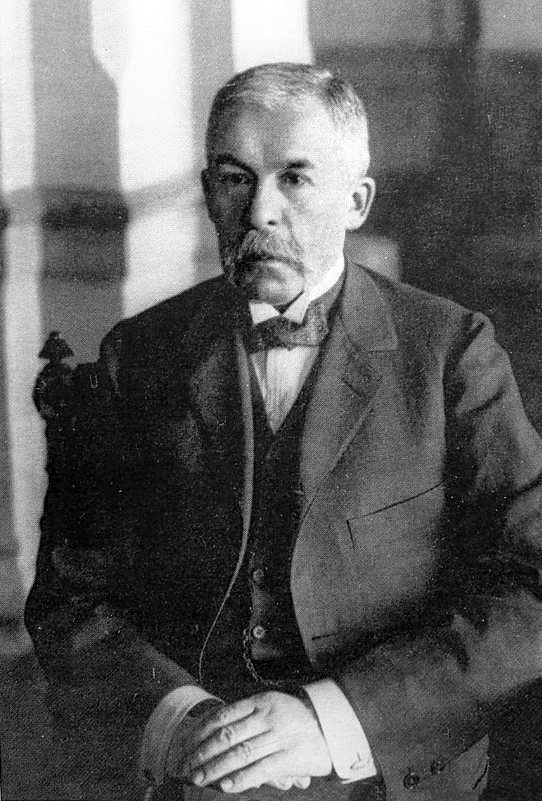
Пётр Дурново
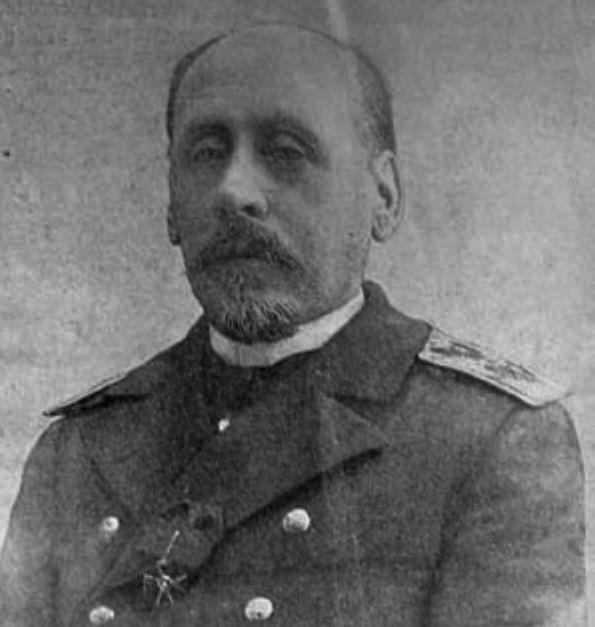
Григорий Чухнин
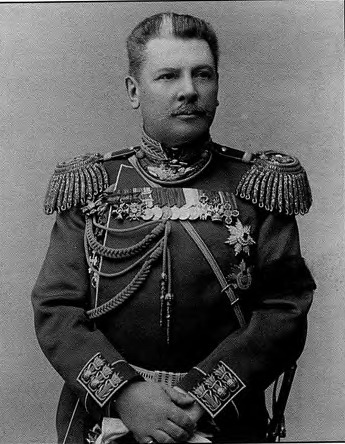
Георгий Мин
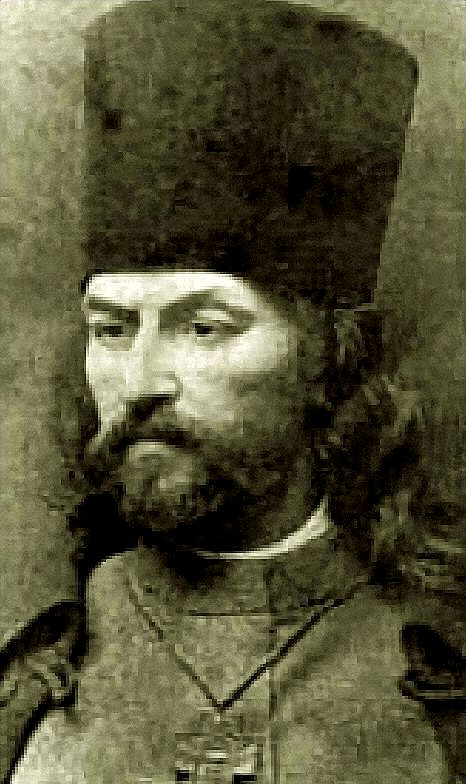
Георгий Гапон

### Арест Бориса Савинкова. Суд. Побег
В начале мая 1906 года Савинков уехал из Гельсингфорса в Харьков с целью организации убийства адмирала Чухнина. Помимо него, в группу для совершения убийства вошли также эсеры Шиллеров, Двойников, Назаров и Калашников. После обсуждения деталей плана члены группы уехали в Севастополь. 12 мая туда прибыл и Савинков, а 14 мая в центре Севастополя два члена партии социалистов-революционеров некие Макаров и Фролов совершили покушение на убийство генерал-лейтенанта В. С. Неплюева, бросив ему под ноги бомбу. В результате взрыва погибли Фролов и ещё шестеро человек прохожих. Как писал Савинков, совет партии незадолго до этого принял решение о прекращении террора, но Фролов и Макаров явно действовали по поручению либо с ведома севастопольского отделения партии. Полиция устроила массовые облавы, в результате чего в тот же день были арестованы Назаров и Двойников. Через несколько дней был арестован Савинков, а 20 мая на Финляндском вокзале в Санкт-Петербурге был задержан Калашников.
Всем арестованным было предъявлено обвинение в организации убийства Неплюева и принадлежности к тайному обществу, имеющему в своём распоряжении взрывчатые вещества. Суд был назначен на 18 мая 1906 года, однако, когда была установлена личность несовершеннолетнего Макарова, суд был отложен до того момента, как вышестоящие инстанции решат вопрос о степени возможно применимого наказания.
В Севастополь прибыли мать, жена и шурин Савинкова, а также его соученик по гимназии присяжный поверенный Земель и присяжный поверенный В. А. Жданов, помогавшие ему в организации защиты на суде. В это же время в Севастополь прибыл член «Боевой организации» Зильберберг, который решил на свой страх и риск организовать побег арестованных по делу об убийстве Неплюева. Денежную помощь Зильбербергу оказал Азеф, пытавшийся в течение долгого времени отговорить его. Савинков узнал о готовящемся побеге и завязал знакомства с сочувствующими революционерам солдатами 50-го Белостокского полка, нёсшими караульную службу по охране арестованных. Савинкову удалось договориться с одним из них, причём тот не потребовал с него никаких денег, а лишь попросил помочь выехать за границу, но вскоре охрана была сменена на солдат 57-го Литовского полка. С помощью подкупленного жандарма все арестованные устроили совещание в камере Назарова, и, когда зашёл вопрос о том, кто будет бежать, если будет возможность бежать только одному, все единогласно высказались, что бежать должен Савинков. Тем временем начальник департамента полиции Максимилиан Трусевич пытался добиться перевода Савинкова в Петропавловскую крепость. Второе заседание суда, назначенное на 26 мая, также не состоялось. Савинков пытался совершить три побега, назначенных ему Зильбербергом, но по разным причинам они провалились. Тем не менее в ночь с 15 на 16 июля 1906 года он бежал. Состоявшийся впоследствии суд, грозивший Савинкову смертной казнью, не вынес смертный приговор ни одному из арестованных. Калашников получил семь лет каторги, Назаров и Двойников — по четыре, несовершеннолетний Макаров — 12 лет тюрьмы. Впоследствии, летом 1907 года, Макаров бежал из тюрьмы и совершил убийство начальника петербургской тюрьмы Иванова, за что в сентябре того же года был повешен.
26 июля 1906 года Савинков был тайно вывезен в румынский город Сулина на корабле.

### После побега Савинкова. Возобновление террора
Савинков приехал в Германию, где встретился с Михаилом Гоцем. Гоц высказал своё неудовольствие действиями «Боевой организации», члены которой, в нарушение постановления ЦК о приостановке террора, поехали в Севастополь готовить теракт против Чухнина. Савинков оправдывался, что о постановлении ему сообщено не было и узнал он о нём лишь в тюрьме. Вместе с тем Гоц сообщил Савинкову о взрыве на Аптекарском острове, устроенном членами организации эсеров-максималистов, отмежевавшимися от основной организации. ЦК партии, в свою очередь, объявил о своей непричастности к организации теракта против Столыпина и его семьи. Савинков впоследствии писал, что лично он и Гоц в целом поддерживали действия максималистов, но их «смущала моральная сторона вопроса — гибель невинных людей». Это была последняя встреча Савинкова с Гоцем — 8 сентября 1906 года последний умер.
После того как в июле 1906 года была распущена Государственная Дума, ЦК принял решение о возобновлении террора. «Боевая организация» понесла существенные потери: с апреля по август было арестовано около десяти её членов. Помимо Савинкова и Азефа, в организацию входили ещё 16 человек. Слабость организации стала предметом критики со стороны ряда членов партии эсеров, в том числе высокого ранга. Азеф и Савинков поставили на ЦК вопрос о доверии к ним, доверие было им выражено, и основными направлениями работы БО стали организации покушений на петербургского градоначальника фон дер Лауница и премьер-министра Российской империи Столыпина.
Приблизительно в то же самое время с каторги бежал Григорий Гершуни, первый руководитель «Боевой организации». Он вновь вошёл в состав ЦК партии и вместе с Азефом возглавил террор. От покушения на Столыпина вскоре пришлось отказаться, так как тот предпринял весьма серьёзные меры по обеспечению собственной безопасности.

### Убийство Владимира фон дер Лауница
Новой целью террористов был избран градоначальник Санкт-Петербурга Владимир Фёдорович фон дер Лауниц, активно противодействовавший революционным организациям и поддерживавший монархистов. Первоначально покушение строилось на основе прежней тактики, но вскоре участники наблюдения за градоначальником сами заметили за собой слежку. Тем не менее подготовка свёрнута не была, и 21 декабря 1906 года эсер из Тамбова Евгений Кудрявцев убил Лауница в клинике накожных болезней, на открытии которой присутствовал градоначальник. Когда Лауниц со своей свитой спускался по лестнице, Кудрявцев произвёл в него три выстрела. Градоначальник скончался на месте. Охрана Лауница набросилась на убийцу, который не прекратил стрельбу. Впоследствии при вскрытии было установлено, что Кудрявцеву было нанесено семь рубленых ранений шашкой и три огнестрельных. Тело Кудрявцева было сильно изуродовано, и сразу опознать его не смогли.
По воспоминаниям Савинкова, на открытии той же клиники готовилось покушение и на Столыпина, который по неизвестным причинам не приехал. Стрелять в Столыпина должен был Василий Сулятицкий. Непосредственное руководство обоими покушениями осуществлял Лев Зильберберг, который ранее организовал побег Савинкова. 9 февраля 1907 года Зильберберг и Сулятицкий были арестованы. Суд приговорил их к смертной казни через повешение. Приговор был приведён в исполнение в Петропавловской крепости 16 июля 1907 года.

### Подготовка покушения на императора
Азеф занялся подготовкой ещё в 1906 году. Основной идеей покушения было применение только появившейся в то время авиационной техники. Азеф решил раздобыть аэроплан, который должен был нанести бомбовый удар по царской резиденции — Зимнему дворцу. Этим вопросом занялся инженер Сергей Иванович Бухало, проживавший в Мюнхене. Он планировал создать воздухоплавательный аппарат со скоростью около 140 вёрст в час и способностью поднимать большие грузы. На строительство аэроплана планировалось выделить 20 тысяч рублей. Такой суммы в кассе «Боевой организации» не нашлось, и тогда Азеф достал деньги через Гершуни, который согласился на это, заявив:
У меня голова кружится от этого дела, это такой грандиозный план…
Борис Савинков сомневался в идее Азефа, но тот отвечал на его вопросы, что он практически полностью уверен в Бухало, что он лично проверял чертежи и формулы, предварительно тщательно изучив теорию воздухоплавания. Вместе с тем Азеф признался Савинкову, что не знает, сможет ли Бухало построить летательный аппарат. Разработке этого плана помешало разоблачение Азефа как предателя. Когда в 1910 году Бухало приступил к сборке аппарата, эсеры отказались вкладывать деньги. Через некоторое время Бухало пришлось продать своё изобретение немецким промышленникам. В 1913 году он написал Савинкову письмо, в котором были такие слова:
…Работал для России, получит Пруссия; работал для мира, получит военное ведомство…

### Разоблачение Азефа
О сотрудничестве руководителя «Боевой организации» Евно Азефа с полицией уже давно ходили слухи. Ещё в 1902 году эсер Крестьянинов обвинял его в предательстве. Это обвинение рассматривалось на партийном «суде чести». Писатели Пешехонов, Анненский и Гуковский, члены этого суда, высказались о невиновности Азефа. В адрес ЦК партии и местных органов неоднократно приходили анонимные письма с указанием на виновность Азефа, но руководство не обращало на них внимания в связи с его участием в самых серьёзных террористических акциях. Азефа очень уважали в партии эсеров. Доверие Азефу выражал и Гершуни, уже тяжело больной раком лёгких, который предложил руководству партии в случае сомнений лично устроить вдвоём с ним покушение на Николая II. В марте 1908 года Гершуни умер.

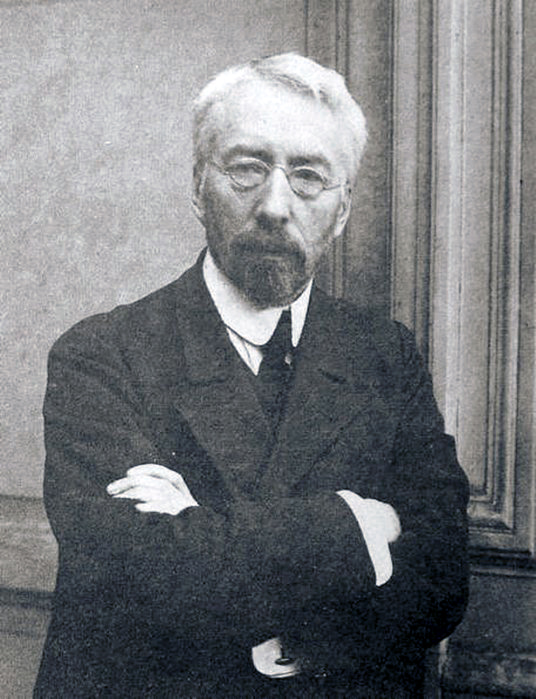
Владимир Бурцев

Но осенью 1907 года главный редактор журнала «Былое» Владимир Львович Бурцев, близкий к партийным кругам, заявил некоторым своим знакомым о том, что у него есть основания подозревать Азефа в сотрудничестве с полицией. ЦК партии, узнав об этом, постановил провести «суд чести». Бурцев был обвинён в распространении слухов, порочащих одного из руководителей партии, и нанесении тем самым ей ущерба. Судьями были избраны известные революционеры Герман Лопатин, Вера Фигнер и Пётр Кропоткин.
К тому времени (в 1907—1909 годах) «Боевая организация» переживала не лучшие времена. В неё входили всего десять человек — семеро мужчин и три женщины. По воспоминаниям Савинкова, он до последнего не верил в предательство Азефа и, более того, пытался убедить членов ЦК партии в том, что суд революционеров над Бурцевым оскорбителен для «Боевой организации» и невыгоден для собственно партии. С этой целью он обращался к Чернову и Натансону, но те заявили, что не видят дискредитации «Боевой организации», так как суд не над Азефом, а над Бурцевым. Чернов заявил, что «Бурцев будет раздавлен» и что «ему придётся каяться на суде».
Савинков поехал к Бурцеву и попросил его рассказать, какие есть основания подозревать Азефа в провокации. С его слов Савинков писал в воспоминаниях, что в 1906 году в редакцию журнала «Былое» явился человек, представившийся Бакаем, чиновником для особых поручений при варшавском охранном отделении, который заявил о том, что с полицией сотрудничает высокопоставленный член партии социалистов-революционеров, известный ему под псевдонимом «Раскин». Среди обвинений, которые впоследствии на суде выдвинул Бурцев, были: выдача полиции Гершуни после покушений на Сипягина и Богдановича, выдача сведений о покушении на Плеве и Сергея Александровича, выдача ряда эсеровских типографий и боевых отрядов местного значения, а также ряда членов самой «Боевой организации», в том числе и арестованных 17 марта 1905 года. Сопоставив полученные от Бакая сведения, Бурцев пришёл к выводу, что предатель — Азеф. В октябре 1908 года Бурцев встретился в поезде с бывшим начальником департамента полиции Алексеем Лопухиным. Бурцев спросил Лопухина, действительно ли Азеф работал на «охранку», и тот ответил утвердительно.
Суд над Бурцевым начался в октябре 1908 года в Париже. Бурцев изложил суду все свои подозрения. Его заявление поколебало Лопатина и Кропоткина, которые не были знакомы с Азефом, Фигнер же, знавшая его, не поверила Бурцеву. В суд был вызван Бакай, подтвердивший все свои показания. Азеф, приехавший в ноябре, отвечал, что Бакаю верить невозможно, так как он полицейский, а показания Лопухина невозможно проверить. Его поддержали Чернов, Натансон и Савинков. Тем не менее Азеф был встревожен обвинениями. 11 ноября он явился лично к Лопухину и буквально умолял его взять показания обратно, что вскоре стало известно суду. Когда Лопухин отказал Азефу, к нему пришёл начальник Охранного отделения Герасимов и попросил за Азефа. Лопухин отказал и ему, после чего написал письма в адрес Столыпина, министра внутренних дел Макарова и начальника департамента полиции Трусевича с требованием оградить его от подобных нападок. Проверявший эти сведения от суда Аргунов читал эти письма в подлиннике. Суду были представлены на рассмотрение также анонимные письма, поступавшие в разные годы в ЦК и содержащие обвинения против Азефа.
В конце декабря 1908 года, когда стала ясна вся лживость показаний Азефа, стал вопрос о том, что делать с ним дальше. В Париже состоялось совещание, на котором присутствовали Чернов, Натансон, Аргунов, Ракитников, Фигнер, Зензинов, Слётов, Савинков и ряд других высокопоставленных партийных работников. Решался вопрос выбора между немедленным убийством Азефа, без приговора суда, и ожиданием приговора. Четыре человека, в том числе Савинков, Слётов и Зензинов, высказались за немедленную ликвидацию провокатора, но большинство, посчитав, что это вызовет раскол в партии, заняли противоположную позицию.
5 января 1909 года Чернов, Савинков и некто, кого последний в своих воспоминаниях называет «Николаем», приехали на квартиру Азефа в Париже. Азефу дали прочесть письмо 1907 года с анонимным доносом на него, присланным в ЦК, после чего заявили, что им известно, что 11 ноября 1908 года он был у Лопухина и просил его отказаться от показаний. Азеф уверял, что тот день провёл в Берлине, в меблированных комнатах «Керчь». Азефу было предложено напрямую рассказать о его сношениях с полицией и спокойно уехать в США по примеру провокатора-народовольца Сергея Дегаева, но и тогда Азеф не рассказал правды. Ему было предложено подумать в течение 12 часов, после чего Чернов, Савинков и Николай удалились. Азеф вышел вслед за ними в 2 часа ночи вместе с женой и исчез. 7 января 1909 года он прислал в ЦК партии письмо с требованиями прекращения нападок на него, но 30 января 1909 года суд признал виновность Азефа и оправдал Бурцева. Ещё раньше, 23 декабря, ЦК признал провокаторскую деятельность Азефа на протяжении многих лет, а 20 января 1909 года выпустил листок с подробным описанием всего ущерба, нанесённого партии Азефом.
В феврале в Государственной Думе состоялось заседание по вопросу о деле Азефа. Премьер-министр Столыпин подтвердил, что Азеф сотрудничал с полицией в период с 1892 по 1907 год включительно. Вместе с тем Столыпин заявил, что скандал был раздут для «большей славы революции». Лопухин же был вскоре арестован за выдачу государственной тайны.
Разоблачение Азефа нанесло тяжёлый удар авторитету партии и «Боевой организации». Оно показало, что во главе последней в течение долгих лет стоял полицейский агент. Стало ясно, что все провалы операций являлись результатами работы Азефа.

## Период руководства Бориса Савинкова
После бегства Азефа Савинков, по-прежнему уверенный в необходимости революционного террора, возглавил «Боевую организацию». Впоследствии он писал, что взял на себя ответственность за попытку её восстановления по двум причинам — ему нужно было восстановить «честь террора» после дела Азефа и быть уверенным, что организация при отсутствии провокаций может привести к успеху политического терроризма. Об этом Савинков в январе 1909 года и заявил ЦК партии, который выразил ему доверие и постановил:
1. Б[оевая] о[рганизация] п[артии] с.-р. объявляется распущенной. 2. В случае возникновения боевой группы, состоящей из членов п[артии] с.-р. под руководством Савинкова, ЦК: а) признаёт эту группу, как вполне независимую в вопросах организационно-технических б[оевой] о[рганизации] п[артии] с.-р., б) указывает ей объект действия, в) обеспечивает её с материальной стороны деньгами и содействует людьми, г) в случае исполнения ею задачи, разрешает наименоваться б[оевой] о[рганизацией] п[артии] с.-р. 3. Настоящее постановление остаётся в силе впредь до того или другого исхода предпринятого б[оевой] о[рганизацией] дела и во всяком случае не более года…
Тем не менее Савинкову доверяли не все члены ЦК. После его развода с женой некоторые партийные лидеры, в том числе Фигнер, возложили всю вину за ущерб, нанесённый Азефом, на Савинкова и демонстративно разорвали с ним отношения. Савинкова упрекали также в недальновидности и неумении даже при близком сотрудничестве разглядеть истинную личину Азефа. Негативную реакцию эсеров вызывала и литераторская деятельность лидера организации. Дело Азефа привело также к тому, что резко сократился приток добровольцев в «Боевую организацию» и понизился их моральный уровень. В партии выросли антитеррористические настроения. Было утрачено былое взаимопонимание между членами организации. К террору в то время уже изменилось и отношение «общества», сократились пожертвования и финансирование от ЦК. Вскоре в рядах «Боевой организации» был обнаружен ещё один провокатор — некий Кирюхин.
В период руководства Савинковым «Боевой организацией» в неё входило 13 мужчин и 4 женщины, 6 из них — дворяне.
Савинков считал методы наружного наблюдения исчерпанными и пытался внедрить в деятельность организации технические изобретения. Он пытался построить работу по методам Азефа с той лишь разницей, что при нём была введена более жёсткая дисциплина и что Савинков получил особые полномочия, в результате чего он мог принимать все решения единолично.
«Боевая организация» оказалась готова действовать лишь в марте 1910 года. Она предприняла несколько попыток совершить теракт, но все они оказались неудачными. Настроение Савинкова резко изменилось, 13 декабря 1910 года он писал:
…Я знаю, что я два года трудился, и из моих трудов не вышло ничего, хуже, много хуже, чем ничего…
Следственная комиссия по делу Азефа осенью 1910 года окончательно завершила свою работу, после чего в докладе её председателя Алексея Баха прозвучало осуждение террора, применяемого «Боевой организацией». В начале 1911 года Савинков собрал оставшихся членов организации, которые голосованием решили её распустить.

## Итоги деятельности
В период своей террористической деятельности члены партии социалистов-революционеров совершили 263 террористических акта. В результате террористических актов погибли 2 министра, 33 генерал-губернатора, губернатора и вице-губернатора, 16 градоначальников, 7 адмиралов и генералов, 26 разоблачённых агентов полиции. Большая часть этих терактов совершена руками членов «Боевой организации».
Деятельность «Боевой организации» стала примером для ряда других, более мелких террористических группировок народнических партий, в том числе отколовшихся от неё «эсеров-максималистов», устроивших ряд громких терактов, в том числе подрыв дачи Столыпина на Аптекарском острове, повлёкший за собой гибель 27 человек. «Боевую организацию» в качестве примера взяла также террористическая группа социал-демократов, возглавляемая будущим видным политическим деятелем Советского государства Леонидом Красиным.
Нежелание отказаться от индивидуального террора привело к ослаблению региональной сети партийных организаций. Вследствие этого партия не могла создать единый центр управления своими организациями по всей Российской империи. Террор отнимал у партии огромное количество сил и средств, более того, вызывал разногласия между её членами. Так, из-за несогласия с ЦК эсеров по вопросу о необходимости террора из партии вышел ряд членов во главе с писателем Пешехоновым, образовавшим новую партию народных социалистов (энесов). Эта партия исключила терроризм из своей официальной политики, оставив при этом другие составляющие программы эсеров.